# Sociologie des médias de Pierre Bourdieu
À la fin de sa vie, Pierre Bourdieu a développé, dans quelques articles et un bref ouvrage (Sur la télévision), une sociologie des médias. Cette sociologie, pouvant être lue comme une critique des médias radicale, a rencontré un grand succès public, bien qu'elle occupe une place mineure dans l'œuvre de Pierre Bourdieu, qu'elle soit restée succincte et fondée sur un travail empirique peu important. Dans son ouvrage, Bourdieu y fait une critique des journalistes avec son annexe L'emprise du journalisme. 

## L’incorporation d’un habitus et idéologie inconsciente
Cet habitus, inscrit dans le corps et la perception, est le fruit des expériences passées, du vécu social et de l’apprentissage.  L'habitus désigne la manière d'être , une disposition de l'esprit. Bien qu’il soit clair que nous sommes tous différents, on peut néanmoins définir des habitus spécifiques au champ, où l’habitus individuel est une variante d’un même habitus soumis à des contraintes structurales semblables. Cette notion permet de ne tomber dans aucune des deux erreurs théoriques opposées, l’une qui fait part à une interprétation strictement structuraliste où le journaliste serait un pantin mécanique et l’autre, strictement individualiste qui voit le journaliste comme totalement libre et conscient de ses pratiques. Ces dispositions, fondamentalement concertantes, sont acquises dans des conditions objectives d’existence et de formation globalement identiques ou similaires. 
Comme le montre Alain Accardo dans « Journalistes précaires » (1998), les conditions de travail sont effectivement sensiblement identiques. Ainsi, les journalistes et journaux « sont soumis aux mêmes contraintes, aux mêmes sondages, aux mêmes annonceurs. (…) Comparez les couvertures des hebdomadaires français à quinze jours d’intervalle : ce sont à peu près les mêmes titres ». Ainsi, le rédacteur en chef du Los Angeles Times déclare : « Moi-même, ça m’étonne. Prenez les premières pages du US Today, du New York Times, de Washington Post – souvent nous avons exactement les mêmes photos. Comment ça se fait ? Est-ce que nous nous consultons ? Non. Et pourtant, nous faisons les mêmes choix. C’est bizarre ». Cela n’a en réalité rien de « bizarre » si l’on considère que les acteurs d’un même champ ont une « manière particulière, mais constante, d’entrer en relation avec le monde, qui enferme une connaissance permettant d’anticiper le cours du monde » et de lui donner sens. Ce sont donc des structures qui classent, divisent et structurent le monde dont elles sont elles-mêmes le produit. 
On ne peut cependant pas penser les pratiques journalistiques comme une convergence totale sur tous les sujets. Nous pouvons néanmoins constater une certaine homogénéité et même dans certains cas, « coaliser » comme pour la guerre du Golfe ou la constitution européenne en agissant ainsi dans les intérêts directs du pouvoir. C’est dans cette optique qu’il faut se demander en quoi ces phénomènes de convergence ou cette « communauté d’inspirations »  ne sont pas le fruit de dispositions structurées et structurantes tel un habitus. Ainsi quand Pierre Bourdieu demande à un journaliste pourquoi « il met ceci en premier et ceci en second ? » la réponse habituelle est « c’est évident ! »  Cette réponse qui n’a évidemment de sens que pour celui qui la prononce, est le fruit de cet habitus, de ces dispositions qui font apparaître « comme plus naturel que la nature» ce qui est en réalité le fruit d’un acquis. Ainsi, chaque journaliste aura « tendance à croire que sa manière d’appréhender le réel est la manière « naturelle ». Ces règles vont tellement de soi pour les acteurs, qu’ils n’en ont plus conscience. On peut donc penser que l'habitus est acquis à travers les différents médias qui nous influencent. Inconsciemment, les individus se forgent leur propre habitus. 

## L’imposition des catégories propres au champ
Étant donné que de moins en moins de gens lisent des quotidiens ou d’autres sources d’information, la télévision détient « une sorte de monopole de fait sur la formation des cerveaux d’une partie très importante de la population. »  Ce monopole dans l’information est un problème réel, car la télévision tend ainsi à imposer ses systèmes de classement, de pensée, sa façon d’ordonner le réel et de classer à une frange importante de la population. Ce poids du champ télévisuel s’exerce dans plusieurs domaines et plusieurs champs. En imposant des « lunettes », des manières de percevoir, il va indirectement forcer les autres champs à s’exprimer ou à devoir adopter les catégories de pensée propres au champ médiatique. En matière de criminalité, des études tendent à démontrer que les évaluations et les opinions du public reflètent beaucoup plus les conceptions et les représentations que se font les médias que la réalité elle-même. Ce genre d’enquête montre l’impact important des médias sur l’opinion publique et non l’inverse comme bon nombre de journalistes se complaisent à  croire. Pour ce qui est de la sémantique, elle joue un rôle fondamental comme le montre Eric Hazan. Il indique par exemple, que la période post 11 septembre est marquée par la montée de nouvelles entités tel l’ « arabo-musulman », l’ « islamiste », le « terrorisme »… 
Ces dénominations, indépendamment de leur validité, imposent une interprétation ethnicisée des attentats et de la question de l’Islam radical. Cette vision, largement hégémonique dans le champ journalistique, s’est constituée au détriment d’une vision sociale et économique. Elle a en plus un poids très important sur les débats pouvant avoir lieu dans d’autres champs et sur les thèmes de débats lancés par d’autres groupes. L’imposition de grilles interprétatives marginalise donc de fait les opinions divergentes et différentes de celles prônées par les médias. Le poids du champ journalistique et de ses exigences est par exemple très visible dans le champ philosophique, qu’il a largement déstabilisé. Ainsi, avec la montée des médias, les jeunes diplômes de philosophie ont trouvé un moyen « de faire reconnaître leur capital sur d’autres marchés » et ainsi de « contourner les instances de consécration académique et scientifique ».  Ainsi, afin d’acquérir une position légitimante dans le champ médiatique, ces philosophes se sont vus contraints d'avoir une production philosophique qui se conforme aux exigences des grands débats journalistiques. Ces productions « intellectuelles » vont en ce sens fortement perturber le champ philosophique ou intellectuel, car pour espérer un minimum de reconnaissance ils devront jouer dans les règles du discours médiatique. Cela aura ainsi favorisé un nombre substantiel de petites compromissions, démissions ou trahisons au sein du champ intellectuel qui perd donc de son autonomie  et pèse sur la contradiction.

## Réception différentielle des catégories
Il faut néanmoins nuancer l’impact des catégories de perception imposées par les médias, car il faut bien comprendre que la notion d’habitus implique une réception différentielle des contenus par les différentes classes sociales. En ce sens, la réception d’une émission dépendra tout autant de l’émission que de la réception. 
« C'est dire que la réception (et sans aucun doute aussi l’émission) dépend pour une grande part de la structure objective des relations entre les positions objectives dans la structure sociale des agents en interaction… » Il faut se rendre compte, que chaque individu de par son capital culturel va percevoir les choses différemment.  
Dans ce sens, une recherche comparative européenne  (les jeunes et l’écran) réalisée en coordination avec les différents gouvernements européens, démontre une chose essentielle : « que les comportements des intéressées vis-à-vis de la télévision est fonction de l’appartenance à un milieu social favorisé ou à un milieu social défavorisé »  il en ressort que la « fracture sociale pèse lourdement sur le statut et les attitudes face à la télévision. » 
Cette enquête n’aborde certes pas de la réception des contenus en tant que tels, mais témoigne cependant que l’attitude et les dispositions vis-à-vis de la télévision sont largement tributaires des positions objectives des acteurs dans une structure sociale déterminée. Ce fait est déjà en soi particulièrement parlant et tend à nuancer la critique énoncée dans le point précédent.